# Tasata reticulata
Tasata reticulata là một loài nhện trong họ Anyphaenidae.
Loài này thuộc chi Tasata. Tasata reticulata được Cândido Firmino de Mello-Leitão miêu tả năm 1943.